# Список эпизодов мультсериала «Бэтмен будущего»
Список эпизодов американского мультсериала «Бэтмен будущего».

## 1-й Сезон (1999)
| Название | Оригинальное название | #  | Режиссёр     | Автор                        | Дата выхода      |
| --- | --------------------- | -- | ------------ | ---------------------------- | ---------------- |
| Возрождение, Часть I | Rebirth, Part I       | 01 | Курт Геда    | Алан Бёрнетт и Пол Дини      | 10 января, 1999  |
| Брюс Уэйн, первый Бэтмен, решает отказаться от борьбы с преступностью из-за ухудшения здоровья. Спустя двадцать лет школьник Терренс «Терри» Макгиннис помогает Уэйну в драке с уличной бандой Джокеры. Вскоре отца Терри убивают, и он обращается к Брюсу за помощью. |                       |    |              |                              |                  |
| Возрождение, Часть II | Rebirth, Part II      | 02 | Курт Геда    | Стэн Берковиц и Алан Бёрнетт | 10 января, 1999  |
| Терри крадёт Бэткостюм для поимки убийцы своего отца, мистера Фикса, работающего на CEO Wayne-Powers Дерека Пауэрса. Последний использует ресурсы компании для разработки биологического оружия. Уэйн нанимает Терри в качестве своего специального помощника.         |                       |    |              |                              |                  |
| Полное Затмение | Black Out             | 03 | Дэн Риба     | Роберт Гудман                | 30 января, 1999  |
| Терри начинает работать на Брюса Уэйна. Наёмник Инка по заказу Пауэрса пытается уничтожить промышленную компанию FoxTeca, основанную сыном Люциуса Фокса. |                       |    |              |                              |                  |
| Голем | Golem                 | 04 | Батч Лукич   | Хилари Бэйдер                | 6 февраля, 1999  |
| Нерд Вилли Уотт решает отомстить своему обидчику Нельсону Нэшу с помощью украденного конструкционного робота Голем. Пытаясь обезвредить машину, Бэтмен дарует Уотту новые способности.                                                                                 |                       |    |              |                              |                  |
| Утечка Радиации | Meltdown              | 05 | Курт Геда    | Хилари Бэйдер и Алан Бёрнетт | 13 февраля, 1999 |
| Учёные создают новое тело для Виктора Фриса, надеясь с помощью этой технологии предотвратить превращение Дерека Пауэрса в Разрушителя. Сам Фриз желает загладить свои былые злодеяния.                                                                                 |                       |    |              |                              |                  |
| Герои | Heroes                | 06 | Батч Лукич   | Рич Фогель                   | 20 февраля, 1999 |
| В Готэме появляется трио учёных, получивших сверхспособности в ходе неудачного эксперимента и ставшие любимцами СМИ. |                       |    |              |                              |                  |
| Крик | Shriek                | 07 | Курт Геда    | Стэн Берковиц                | 13 марта, 1999   |
| Бывший звукоинженер Шрик, чью фирму Пауэрс спас от банкротства, соглашается принять участие в плане CEO по отстранению Брюса Уэйна от управления Wayne-Powers. |                       |    |              |                              |                  |
| Кому везёт в картах | Dead Man’s Hand       | 08 | Дэн Риба     | Стэн Берковиц                | 20 марта, 1999   |
| Терри сталкивается со старыми врагами Бэтмена — бандой Роял Флэш, чья иерархия основана на карточной тематике. |                       |    |              |                              |                  |
| Решающее преимущество | The Winning Edge      | 09 | Юкио Судзуки | Рич Фогель                   | 10 Апреля, 1999  |
| Среди спортсменов высшей школы Хилл начинает пользоваться успехом незаконный стероид, Брюс Уэйн усматривает в этом преступлении почерк Бэйна. |                       |    |              |                              |                  |
| Завороженный | Spellbound            | 10 | Батч Лукич   | Роберт Гудман                | 1 Мая, 1999      |
| Новый злодей по прозвищу Чародей использует технологии будущего в своих целях, стремясь управлять людьми. Бэтмен должен остановить его. |                       |    |              |                              |                  |
| Исчезающая Инка | Disappearing Inque    | 11 | Курт Геда    | Стэн Берковиц                | 8 Мая, 1999      |
| Инка с помощью влюблённого в неё рабочего бежит из готэмского криогенного завода. С помощью химических реагент она решает восстановить былую силу, чтобы отомстить Бэтмену и его пожилому наставнику.                                                                  |                       |    |              |                              |                  |
| Смертоносный Клинок | A Touch of Curaré     | 12 | Дэн Риба     | Хилари Бэйдер                | 15 Мая, 1999     |
| Наёмный убийца Кураре получает заказ на убийство мужа комиссара Готэма Барбары Гордон. Пытаясь предотвратить преступление, Бэтмен вступает с ней в конфликт и узнаёт ряд подробностей из прошлого.                                                                     |                       |    |              |                              |                  |
| Продвижение | Ascension             | 13 | Юкио Судзуки | Роберт Гудман                | 22 Мая, 1999     |
| Трансформация Дерека Пауэрса медленно уничтожает остатки его нормальной жизни, и он решает обратиться за помощью к сыну. |                       |    |              |                              |                  |

## 2-й Сезон (1999—2000)
| Название | Оригинальное название        | #  | №  | Режиссёр     | Автор                           | Дата выхода       |
| --- | ---------------------------- | -- | -- | ------------ | ------------------------------- | ----------------- |
| Мутанты | Splicers                     | 01 | 14 | Курт Геда    | Эван Доркин и Сара Дайер        | 17 Сентября, 1999 |
| В Готэме появилась мода на изменение генов, которое даёт людям ДНК животных и делает их похожими на них. Окружной прокурор Сэм Янг пытается запретить это из-за угрозы агрессивного поведения, но изобретатель доктор Абель Кувьер утверждает, что это безопасно. Но Бэтмен узнаёт, что Кувьер обманывает и угрожает прокурору. В ходе расследования Бэтмен сталкивается со звероподобными наёмниками Кувьера и возвращает им прежний облик. После этого ему приходится сражаться с Кувьером, который превратил себя в змеевидное существо. Бэтмен вкалывает ему всё подряд и Кувьер теряет контроль над превращениями. В ходе сражения возникает пожар, затронувший взрывчатые вещества, здание взрывается и Кувьер погибает. |                              |    |    |              |                                 |                   |
| Дрожь земли | Earth Mover                  | 02 | 15 | Дэн Риба     | Стэн Берковиц и Алан Бёрнетт    | 25 Сентября, 1999 |
| Подругу Терри преследуют земляные монстры, которыми управляет её отец, мечтающий отомстить её приёмному отцу за то, что он якобы его предал во время несчастного случая, превратившего его в чудовище. Отец Джеки раскрывает правду того злосчастного дня Бэтмену. Тем временем отец Джеки похищает её и собирается убить её отчима. Бэтмен на субмарине прибывает на место битвы и побеждает мутанта, в которого превратился отец Джеки. После чего они пробуют уплыть, но на пути возникает непредвиденное препятствие в виде особо твёрдого кома земли, который не разбить даже торпедами. Но отец Джеки разрушает препятствие на последнем дыхании, после чего земляной монстр падает на его уже мёртвое тело и уничтожает его окончательно. Джеки горюет, но Бэтмен уговаривает её смириться, после чего отвозит Джеки и её отчима домой. |                              |    |    |              |                                 |                   |
| Угон | Joyride                      | 03 | 16 | Батч Лукич   | Стэн Берковиц                   | 2 Октября, 1999   |
| Джокеры угнали военный самолёт и начали устраивать погромы в городе. Но самолёт работает на неисправном ядерном реакторе, который может взорвать Готэм. Бэтмен должен отключить реактор. |                              |    |    |              |                                 |                   |
| Потерянная душа | Lost Soul                    | 04 | 17 | Батч Лукич   | Стэн Берковиц                   | 9 Октября, 1999   |
| Виртуальное сознание магната Роберта Вэнса похитило костюм Бэтмена, и Терри должен сразиться с ним и вернуть костюм. Тем временем копия Роберта Вэнса пробует поместить себя в тело сына. Но подоспевший Бэтмен стирает клона Вэнса. После этого сын Вэнса продаёт компанию группе зарубежных инвесторов. |                              |    |    |              |                                 |                   |
| Скрытая программа | Hidden Agenda                | 05 | 18 | Курт Геда    | Хилари Бэйдер и Шон МакЛаугхлин | 16 Октября, 1999  |
| Отличница Макс Гибсон показывает лучшие результаты в школе и хочет стать президентом класса. Но это не нравится её однокласснику Картеру Уилсону, бывшему первым в школе. Макс не знает, что Картер ведёт двойную жизнь, являясь лидером банды Джокеров Терминалом. Он пытается убить Макс, и Бэтмен должен спасти её. |                              |    |    |              |                                 |                   |
| Кровавая охота | Blood sport                  | 06 | 19 | Дэн Риба     | Рич Фогель                      | 23 Октября, 1999  |
| Охотник Сталкер пытается убить Бэтмена. |                              |    |    |              |                                 |                   |
| Однажды солгал | Once Burned                  | 07 | 20 | Батч Лукич   | Стэн Берковиц                   | 6 Ноября, 1999    |
| Десятка, член банды Флэш-Рояль, пытается спасти свою семью (Флэш-Рояль) от Джокеров. Она обращается к Терри, с которым у неё были отношения, за помощью. Но Терри не может разрывать отношения с Даной и доверять Десятке, поэтому ему приходится выбирать. |                              |    |    |              |                                 |                   |
| На крючке | Hooked Up                    | 08 | 21 | Дэн Риба     | Роберт Гудман                   | 13 Ноября, 1999   |
| Чародей предлагает подросткам реализовать их мечты в виртуальной реальности, но заставляет их грабить людей для оплаты. Через некоторое время подростки оказываются в коме, и от них избавляются. Бэтмен должен остановить Чародея. |                              |    |    |              |                                 |                   |
| Крысы | Rats                         | 09 | 22 | Курт Геда    | Рич Фогель                      | 20 Ноября, 1999   |
| Терри, будучи Бэтменом, не может уделять время Дане. Поэтому она начинает контактировать с тайным поклонником. Позже он её похищает, и им оказывается крысоподобный человек Патрик Фитц, живущий в канализации. Бэтмен должен спасти Дану. |                              |    |    |              |                                 |                   |
| Игры разума | Mind Games                   | 10 | 23 | Батч Лукич   | Алан Бёрнетт                    | 4 Декабря, 1999   |
| Маленькая девочка просит Терри о помощи через ментальную связь. Ей угрожает группа людей с сильными психическими способностями. |                              |    |    |              |                                 |                   |
| Привидение | Revenant                     | 11 | 24 | Кан-Вон Лим  | Хилари Бэйдер                   | 11 Декабря, 1999  |
| В школе происходят паранормальные события. Одноклассники Терри уверены, что это призрак мёртвого школьника. Но на самом деле это Вилли Уотт, обладающий психическими способностями и мстящий всем, кто обижал его. Бэтмен должен помешать этому. |                              |    |    |              |                                 |                   |
| Вавилон | Babel                        | 12 | 25 | Курт Геда    | Стэн Берковиц                   | 8 Января, 2000    |
| Шрик сделал жителей Готэма немыми. Он соглашается вернуть всё назад, если Бэтмен погибнет. |                              |    |    |              |                                 |                   |
| Друг Терри встречается с роботом | Terry’s Friend Dates a Robot | 13 | 26 | Дэн Риба     | Пол Дини и Джон П. МакКенн      | 15 Января, 2000   |
| Одноклассник Терри Говард Грут, чтобы стать популярным, нелегально заказывает андроида в виде красивой девушки. Но она становится слишком ревнивой и защищает его от других девушек, а также угрожает его обидчикам. Бэтмен должен спасти Говарда и остановить нелегальный выпуск андроидов. |                              |    |    |              |                                 |                   |
| Свидетель | Eyewitness                   | 14 | 27 | Батч Лукич   | Рич Фогель и Хилари Бэйдер      | 22 Января, 2000   |
| Комиссар Гордон увидела, как Бэтмен убивает преступника, и пытается арестовать его. Но Терри не делал этого, и пытается доказать свою невиновность. |                              |    |    |              |                                 |                   |
| Последний удар | Final Cut                    | 15 | 28 | Батч Лукич   | Алан Бёрнетт и Хилари Бэйдер    | 5 Февраля, 2000   |
| Кураре возвращается с целью убить последнего выжившего члена её бывшего клана. Бэтмен должен защитить его. |                              |    |    |              |                                 |                   |
| Последний отдых | The Last Resort              | 16 | 29 | Курт Геда    | Стэн Берковиц                   | 4 Марта, 2000     |
| Доктор Дэвид Уилер предлагает программу перевоспитания трудных подростков, которая на самом деле является тюрьмой. Терри также оказывается в ней, и он должен спасти подростков. |                              |    |    |              |                                 |                   |
| Арсенал | Armory                       | 17 | 30 | Кан-Вон Лим  | Джон П. МакКенн                 | 11 Марта, 2000    |
| Изобретатель оружия был уволен и стал преступником по кличке Арсенал. |                              |    |    |              |                                 |                   |
| Подлый Пик | Sneak Peek                   | 18 | 31 | Дэн Риба     | Алан Бёрнетт и Стэн Берковиц    | 25 Марта, 2000    |
| Телеведущий по фамилии Пик каким-то непостижимым образом снимает и выдаёт в эфир подробности жизни знаменитых людей. Однажды ему даже удаётся проникнуть в бэт-пещеру и снять Терри в образе Бэтмена и Брюса Уэйна. В этом ему помогает украденная в «Уэйн-индастриз» технология, благодаря которой он может превращаться в бесплотное существо, невидимое, способное проходить сквозь стены. Но частое использование даёт побочный эффект и прежде чем Пик выдаёт в эфир запись с Терри и Брюсом, наступает жестокая расплата. Способность выходит из под контроля и Пик отправляется в ужасающее путешествие к центру Земли. |                              |    |    |              |                                 |                   |
| Игрушечный ребёнок | The Eggbaby                  | 19 | 32 | Джеймс Такер | Алан Бёрнетт и Хилари Бэйдер    | 1 Апреля, 2000    |
| Бэтмен идёт по следу бандитской семейки. Его миссия осложнена тем, что ему как Терри в школе дали не совсем обычное домашнее задание. |                              |    |    |              |                                 |                   |
| Зэта | Zeta                         | 20 | 33 | Дэн Риба     | Роберт Гудман                   | 8 Апреля, 2000    |
| В Готеме появляется сбежавший андроид, способный менять внешность. Поначалу Терри ловит его вместе с федеральными агентами, но потом разобравшись и поняв, что андроид не имеет плохих намерений, помогает ему покинуть город. |                              |    |    |              |                                 |                   |
| Чума | Plague                       | 21 | 34 | Батч Лукич   | Рич Фогель                      | 15 Апреля, 2000   |
| Бэтмен вынужден объединиться со Сталкером, чтобы остановить более сильного врага, похитившего вирус для организации «Кобра». |                              |    |    |              |                                 |                   |
| Апрельская Луна | April Moon                   | 22 | 35 | Батч Лукич   | Стэн Берковиц и Джеймс Такер    | 22 Апреля, 2000   |
| Уличная банда похитила жену хирурга и требует от него получить импланты, улучшающие возможности, в обмен на неё. Чтобы остановить банду, Бэтмен должен узнать пароль, который отключает импланты, но врач отказывается его говорить. |                              |    |    |              |                                 |                   |
| Хранители последнего Космоса | Sentries of the Last Cosmos  | 23 | 36 | Дэн Риба     | Рич Фогель и Джон Ширли         | 6 Мая, 2000       |
| Три подростка, которые показали лучшие результаты в игре «Хранители последнего Космоса», приглашены на встречу создателем игры Саймоном Харпером. Он говорит им, что является мудрецом, который должен победить Тёмного Регента, и три воина помогут ему в этом. Однако на самом деле Харпер использует подростков с целью устранить своих врагов. Бэтмен должен помешать этому. |                              |    |    |              |                                 |                   |
| Мститель | Payback                      | 24 | 37 | Кан-Вон Лим  | Роберт Гудман                   | 13 Мая, 2000      |
| В городе появился вигилант Мститель, который карает обидчиков подростков. Терри подозревает, что это связано с психологическим центром, куда ходят подростки, и Мститель защищает именно их. Он должен узнать, кто такой Мститель. |                              |    |    |              |                                 |                   |
| Где Терри? | Where’s Terry?               | 25 | 38 | Юкио Судзуки | Рич Фогель                      | 27 Мая, 2000      |
| Шрик закрыл Бэтмена завалом в туннеле, и Брюс вместе с Макс отправляются искать его. |                              |    |    |              |                                 |                   |
| Эйс в беде | Ace in the Hole              | 26 | 39 | Джеймс Такер | Хилари Бэйдер                   | 19 Апреля, 2000   |
| Собака Брюса Эйс пропала, и Терри узнаёт, что она участвует в подпольных собачьих боях. |                              |    |    |              |                                 |                   |

## 3-й Сезон (2000—2001)
| Название | Оригинальное название       | #  | №  | Режиссёр     | Автор                                              | Дата выхода       |
| --- | --------------------------- | -- | -- | ------------ | -------------------------------------------------- | ----------------- |
| Большой куш | King’s Ransom               | 01 | 40 | Батч Лукич   | Рич Фогель                                         | 16 Сентября, 2000 |
| Пакстон Пауэрс обманул банду Флэш-Рояль, и был взят ей в плен. Банда требует с Брюса выкуп за Пакстона, но Пакстон предлагает убить Брюса и получить нужные деньги. Бэтмен должен защитить Брюса.                                                                           |                             |    |    |              |                                                    |                   |
| Неприкасаемый | Untouchable                 | 02 | 41 | Дэн Риба     | Хилари Бэйдер                                      | 23 Сентября, 2000 |
| Бэтмен столкнулся с новым врагом, которого тяжело победить, потому что он защищён силовым полем. |                             |    |    |              |                                                    |                   |
| Инк | Inqueling                   | 03 | 42 | Батч Лукич   | Хилари Бэйдер                                      | 30 Сентября, 2000 |
| Выполняя очередной заказ, Инк получает от клиента предательский заряд растворителя и вынуждена обратиться за помощью к дочери, ради которой в своё время позволила ставить на себе эксперименты. С её помощью она пытается украсть очередную порцию мутагена.               |                             |    |    |              |                                                    |                   |
| Профи | Big Time                    | 04 | 43 | Джеймс Такер | Роберт Гудман и Том Рюггер                         | 7 Октября, 2000   |
| Друг Терри Чарли «Профи» Бигелоу вернулся из тюрьмы и предлагает Терри вновь заняться бандитизмом. Но Терри пытается убедить Чарли завязать с преступлениями. Но через некоторое время Профи заражается химикатами и превращается в мутанта.                                |                             |    |    |              |                                                    |                   |
| Назад в прошлое | Out of the Past             | 05 | 44 | Джеймс Такер | Пол Дини                                           | 21 Октября, 2000  |
| Бывшая возлюбленная Брюса Талия аль Гул предлагает ему вернуть молодость, и Брюс соглашается. Но на самом деле Ра’с заменил воспоминания Талии своими, и теперь он то же самое планирует сделать с Брюсом.                                                                  |                             |    |    |              |                                                    |                   |
| Плохого не скажу | Speak No Evil               | 06 | 45 | Дэн Риба     | Стэн Берковиц                                      | 4 Ноября, 2000    |
| Бэтмен объединяется с гориллой-мутантом с целью остановить браконьера, похитившего мать гориллы. |                             |    |    |              |                                                    |                   |
| Вызов, Часть I | The Call, Part I            | 07 | 46 | Батч Лукич   | Алан Бёрнетт, Пол Дини, Хилари Бэйдер и Рич Фогель | 11 Ноября, 2000   |
| Супермен приглашает Бэтмена в Лигу Справедливости, он подозревает, что в Лиге есть предатель. Несмотря на предупреждение Брюса , Терри вступает в Лигу. В Лиге Справедливости все настроены против Нового Бэтмена: Боевой Ястреб, Большая Барда, Аквагёрл и Зеленый Фонарь. |                             |    |    |              |                                                    |                   |
| Вызов, Часть II | The Call, Part II           | 08 | 47 | Батч Лукич   | Стэн Берковиц, Алан Бёрнетт и Пол Дини             | 18 Ноября, 2000   |
| После удачной поимки Супермена, Лига заражается паразитом — Старро. Бэтмену придется остановить всю лигу Справедливости. |                             |    |    |              |                                                    |                   |
| Предательство | Betrayal                    | 09 | 48 | Кан-Вон Лим  | Стэн Берковиц и Роберт Гудман                      | 9 Декабря, 2000   |
| Профи возвращается в Готэм, и Терри всё ещё чувствует себя виноватым за то, что произошло с ним. Но ему приходится столкнуться с предательством друга. |                             |    |    |              |                                                    |                   |
| Проклятие Кобры, Часть I | Curse of the Kobra, Part I  | 10 | 49 | Джеймс Такер | Рич Фогель                                         | 3 Февраля, 2001   |
| Чтобы улучшить свои боевые навыки, Терри отправляется к знакомой Брюса Каири. В её школе он знакомится с лучшим учеником Зандером, но позже выясняется, что он — лидер преступной организации «Кобра».                                                                      |                             |    |    |              |                                                    |                   |
| Проклятие Кобры, Часть II | Curse of the Kobra, Part II | 11 | 50 | Дэн Риба     | Стэн Берковиц и Рич Фогель                         | 10 Февраля, 2001  |
| После того, как Зандер похитил Макс, чтобы она стала его женой, Бэтмен должен спасти Макс и помешать «Кобре» создать совершенную расу. |                             |    |    |              |                                                    |                   |
| Обратный отсчёт | Countdown                   | 12 | 51 | Кан-Вон Лим  | Пол Дини и Рич Фогель                              | 7 Апреля, 2001    |
| Зета вернулся в Готэм с целью найти своего создателя, но террорист Бешеный Стэн прикрепил к нему бомбу. Бэтмен и Ро должны найти Зету и обезвредить бомбу. |                             |    |    |              |                                                    |                   |
| Без маски | Unmasked                    | 13 | 52 | Кан-Вон Лим  | Хилари Бэйдер                                      | 18 Декабря, 2001  |
| Бэтмен спасает погибающего в пожаре мальчишку, а чтобы тот не боялся его, снимает перед ним маску, показав, что он человек. Теперь за мальчиком охотятся фанатики «Кобры», желающие открыть тайну Бэтмена.                                                                  |                             |    |    |              |                                                    |                   |

## Кроссоверы
Относятся, соответственно, к сериалам «The Zeta Project», «Static Shock» и «Justice League Unlimited».
| №  | Название                                                                                               | Режиссёр          | Автор                      | Дата выхода    |
| -- | --- | ----------------- | -------------------------- | -------------- |
| 8  | «Тени (англ. Shadows)»                                                                                 | Джим Мелтби       | Рич Фогель                 | 7 апреля 2001  |
| 40 | «Шок будущего (англ. Future Shock)»                                                                    | Вик Дэл Чили      | Стэн Берковиц              | 17 января 2004 |
| 13 | «Однажды и вопреки, часть 2: Извращенное время (англ. The Once and Future Thing, Part 2: Time Warped)» | Хоаким Дос Сантос | Дуэйн Макдаффи             | 29 января 2005 |
| 26 | «Эпилог (англ. Epilogue)»                                                                              | Дэн Риба          | Брюс Тимм и Дуэйн Макдаффи | 23 июля 2005   |